# Seznam arabskih pesnikov
Seznam arabskih pesnikov.

## A
Abu Nuvas - 
Abu Tamam - 
Abul Atahija - 
Abul Faradž Al Isfahani - 
Abul Ala al-Maari -

## B
Ibn Badža - 

## D
Al-Džahiz - 

## H
Abu Muhamed al-Kasim ibn Ali al Hariri

## I
Imru Al Kajs -

## J
Nābigha al-Jaʽdī

## M
Mutanabi -